# GNU-licentie voor vrije documentatie

GNU-logo

De GNU-licentie voor vrije documentatie (Engels: GNU Free Documentation License (GFDL)) is een licentie die gebruikt wordt om tekstmateriaal onder bepaalde voorwaarden vrij verspreidbaar te maken.
De GFDL is in de eerste plaats geformuleerd voor de documentatie van vrij verspreidbare computerprogramma's onder de GNU General Public License in het GNU-project. Ook voor andere documenten kan de GFDL worden toegepast. De GNU-licentie voor vrije documentatie is goedgekeurd volgens de Definitie van Vrije Culturele Werken.

## Verplichtingen bij het gebruik van de GFDL
- Licentie GFDL. Het document moet weer onder de GFDL worden vrijgegeven (ook al is de tekst daarvan gewijzigd).
- Auteursvermelding. In iedere al dan niet gewijzigde versie van het document moeten ten minste vijf van de oorspronkelijke auteurs (alle als het er minder dan vijf zijn) genoemd worden en steeds een of meer personen of entiteiten die verantwoordelijk zijn voor de afzonderlijke wijzigingen die daarop volgden. Personen en entiteiten kunnen ervoor kiezen om af te zien van vermelding van hun eigen naam. Zie naamsvermelding.
- Licentietekst. Een letterlijke kopie van de gebruikte licentietekst moet met het document worden meegeleverd.
- Invariante secties. In de uiteindelijke gebruikte licentietekst voor het document kan onder bepaalde voorwaarden een lijst van invariante secties worden opgenomen die na het maken van een kopie niet veranderd mogen worden.
- Werkingsduur. Op een eenmaal onder GFDL vrijgegeven document (of deel daarvan) en alle gewijzigde versies daarvan blijft de GFDL van kracht totdat het auteursrecht verloopt (In Nederland, België en veel andere landen 70 jaar na de dood van alle hoofdauteurs).

## Toegestaan gebruik
Bij een document dat onder de GFDL wordt vrijgegeven, mag iedereen de tekst van het document:
- kopiëren,
- veranderen,
- verkopen.

Wel dienen bij nieuw of gewijzigd gebruik de voorwaarden en verplichtingen zoals binnen de GFDL zijn beschreven, te worden nageleefd.
Bij het gebruik van onder GFDL uitgegeven documenten in een ander document zal in het algemeen het resulterende nieuwe document onder GFDL moeten vallen, tenzij er aan strikte regels voldaan is en er sprake is van een aggregaat. Als aggregaat kan bijvoorbeeld een losse katern in een krant fungeren, waarbij de volledige tekst van het katern onder GFDL valt, terwijl dat voor de overige katernen niet het geval hoeft te zijn.

## Nederlandse vertalingen van de GFDL
Deze vertaling is enkel ter informatie. Alleen de Engelse versie is formeel geldig.
- Nederlandstalige tekst van de GNU-licentie voor vrije documentatie